# Pooja Bhatt
Pooja Bhatt (Mumbai, 24 febbraio 1972) è un'attrice, produttrice cinematografica e regista indiana.

## Biografia
È figlia del regista, produttore e sceneggiatore Mahesh Bhatt e di Kiran Bhatt (nata Loraine Bright).

## Filmografia parziale

### Attrice
- Daddy, regia di Mahesh Bhatt (1989)
- Dil Hai Ke Manta Nahin, regia di Mahesh Bhatt (1991)
- Sadak, regia di Mahesh Bhatt (1991)
- Prem Deewane, regia di Sachin Pilgaonkar (1992)
- Sir, regia di Mahesh Bhatt (1993)
- Pehla Nasha, regia di Ashutosh Gowariker (1993)
- Gunehgar, regia di Vikram Bhatt (1995)
- Hum Dono, regia di Shafi Inamdar (1995)
- Angrakshak, regia di Ravi Raja Pinisetty (1995)
- Chaahat, regia di Mahesh Bhatt (1996)
- Tamanna, regia di Mahesh Bhatt (1997)
- Border, regia di J. P. Dutta (1997)
- Kabhi Na Kabhi, regia di Priyadarshan (1998)
- Angaaray, regia di Mahesh Bhatt (1998)
- Zakhm, regia di Mahesh Bhatt (1998)
- Sanam Teri Kasam, regia di Lawrence D'Souza (2009)
- Everybody Says I'm Fine!, regia di Rahul Bose (2010)
- Sadak 2, regia di Mahesh Bhatt (2020)

### Produttrice
- Tamanna (1997)
- Dushman (1998)
- Zakhm (1998)
- Sur (2002)
- Jism (2003)
- Paap (2003)
- Rog (2005)
- Holiday (2006)
- Jism 2 (2012)
- Cabaret (2019)

### Regista
- Paap (2003)
- Holiday (2006)
- Dhokha (2007)
- Kajraare (2010)
- Jism 2 (2012)

## Premi
- Filmfare Awards
  - 1991: "Lux New Face of the Year" (Daddy)
- National Film Awards
  - 1997: "Best Film on Other Social Issues" (Tamanna)
- Nargis Dutt Awards
  - 1999: "Best Feature Film on National Integration" (Zakhm)